# شمن‌گرایی

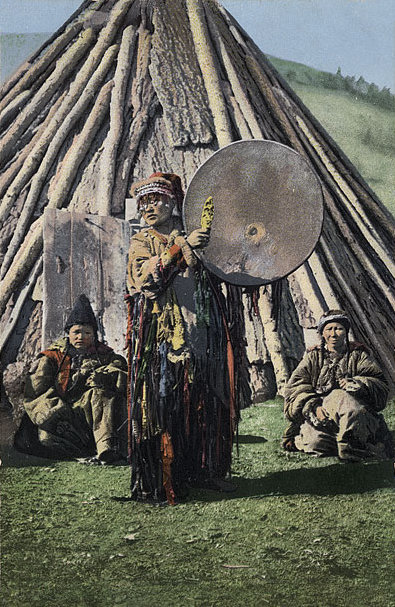
یک شمن از آلتایی، در حال نواختن تام تام.

شَمَن‌گرایی یا شمنیسم (به انگلیسی: Shamanism) باوری در میان برخی مردم آسیای میانه و سیبری و مغولستان است که در آن طبیعت و ارواح نیاکان پرستش می‌شوند و شمن در نقش پیش‌گو و جادوپزشک پیام ارواح نیاکان را به مردم دردمند می‌رساند.
شمن‌گرایی نام یک رشته باورهای سنتی در برخی اقوام است. که از دوران پیش از تاریخ در سراسر جهان وجود داشته است.بر اساس مطالعات میدانی مردم‌نگاری در قرن بیستم، شَمَن‌باوری پدیده‌ای جهان‌شمول به نظر می‌آید که در فرهنگ‌های گوناگون و کاملاً بی‌ارتباط با یکدیگر وجود داشته و امروزه نیز اَشکال جدید آن در بسیاری از فرهنگ‌ها از جمله فرهنگ کشورهای توسعه‌یافته، مشاهده می‌شود.
شمن‌گرایان معتقدند که به‌وسیلهٔ تماس با ارواح، می‌توان بیماری و رنج افراد را تشخیص داد و درمان کرد یا در افراد ایجاد بیماری و رنج کرد. از این دیدگاه، شمن‌گرایی مانند آیین زار یکی از روش‌های جادوپزشکی است. توان پیشگویی آینده نیز یکی دیگر از باورها در شمن‌گرایان است.
بزرگان دینی که سنت‌های شمن‌باورانه را می‌شناسند و اجرا می‌کنند شَمَن نامیده می‌شوند. شَمَن‌ها مدعی هستند که می‌توانند با روح خود به جهان‌های دیگری سفر کرده و با دیگر ارواح تماس بگیرند. آن‌ها معتقدند که با این کار قادرند میان جهان مادی و جهان روحانی توازن و ارتباط برقرار کنند.

## ریشهٔ واژه
واژهٔ شَمَن از زبان تونغوزی سیبری گرفته شده و در اصل به معنی «دانا» است.
کاربرد واژهٔ شَمَن در فارسی، پیشینه‌ای طولانی دارد و در سروده‌های بزرگان شعر فارسی نمونه‌های متعددی از کاربرد آن دیده می‌شود.
مانند شعر زیر از منوچهری:
| تا همی‌خندی، همی‌گریی و این بس نادر است |  | هم تو معشوقی و عاشق، هم بتی و هم شمن |

یا از سنایی:
| آز را گشتن دگر آن آرزو دیدن دگر |  | هر دو با هم کرد نتوان یا وثن شو یا شمن |

شمن‌گرایی کهن‌ترین رسوم انسان برای درمان و پزشکی است. روش‌های شمنی در دوران دیرینه‌سنگی یعنی حدود ۲۵ هزار سال پیش در میان شکارچی_گردآورندگان سیبری و آسیای میانه پدید آمد. سنت‌های شمنی در میان مردمان گوناگونی از جمله اسکیموها، سرخ‌پوستان، قبایل آفریقا، اقوام ترک‌تبار و مغول حضور دارد. شمن‌گرایی یکی از منابع و بسترهای بوداگرایی تبت است.
شمن‌گرایان بر این باورند که شمن‌ها می‌توانند به حالت خلسه روحی دست پیدا کنند و از این طریق به بُعدهای دیگر واقعیت سفر کنند. درواقع می‌توان گفت:
«شمن‌گرایی، شکل کهن همهٔ انواع عرفان است.
شمن‌ها معتقدند که همه آفریده‌ها، از جمله سنگ و درخت و کوه‌ها زنده‌اند. در باور خود؛ آن‌ها برای رسیدن به مقصود خود با این نیروهای طبیعی نیز کار می‌کنند.»
برای رسیدن به خلسه، شمن‌ها راه‌های گوناگونی از جمله رقص و حرکت تکراری، تلقین به خود، تمرکز بر یک ضرب‌آهنگ مکرر و مصرف مواد روان‌گردان را به کار می‌بندند.
از دیرباز بحث‌هایی از منظر تاریخی دربارهٔ شمن‌گرایی هندی، سامی، ایرانی، آلمانی، چینی و حتی بابلی مطرح بوده است. تحقیق میرچا الیاده با نام «شمنیسم: فنون کهن خلسه» که در دههٔ چهل قرن بیستم میلادی به طبع رسید، بیش از هر اتفاق دیگری تعریف شمن‌گرایی را تحت تأثیر قرار داد. از پژوهشهایی که در این زمینه صورت گرفته، می توان به مقاله شایا محمدی رفیع و کتاب سهند آقایی اشاره کرد. در مقاله ی محمدی رفیع، نویسنده کوشیده تا با رویکردی توصیفی-تحلیلی و با دیدی هرمنوتیکی به بررسی برخی از نشانه ها و نمادهای شمنی در شاهنامه بپردازد و میزان تاثیرپذیری داستان های اسطوره ای شاهنامه را از این نمادها و نشانه ها با استناد به ابیات نشان دهد. آقایی نیز در کتاب خود، داستانهای اسطوره ای و حماسی ایرانی را از منظر شمنی تحلیل نموده است؛ و با طرح اساسی ترین مباحث شمن‌گرایی و بررسی ساختارهای شمنی اسطوره ایرانی با تکیه بر شاهنامه فردوسی از شمن‌گرایی ایرانی سخن گفته است.

## شمن‌گرایی نزد مغولان
شمن‌گرایی از یک سو به یگانه‌پرستی متمایل بود و از سوی دیگر، برای اداره جهان رب‌النوع‌هایی را باور داشت که هر کدام سررشته‌دار اداره بخشی از عالم بودند. به تدریج، بخش یگانه‌پرستی مورد غفلت قرار گرفت و رب النوع‌ها که در قالب بت خودنمایی می‌کردند، فرصت بیشتری برای عرضه خویش یافتند. این رب النوع‌ها، به‌طور عمده ارواح اجداد مهم قبیله بودند که جمع آنها، عالم ارواح را می‌ساخت و تحت نام آسمان، بر زمین و زمینیان حکمرانی می‌کرد. به همین دلیل، جاهای بلند، مانند قله‌های کوه‌ها، بسیار ارزشمند و مقدس بود؛ چون به آسمان نزدیک‌تر بود.

## وظایف شَمَن

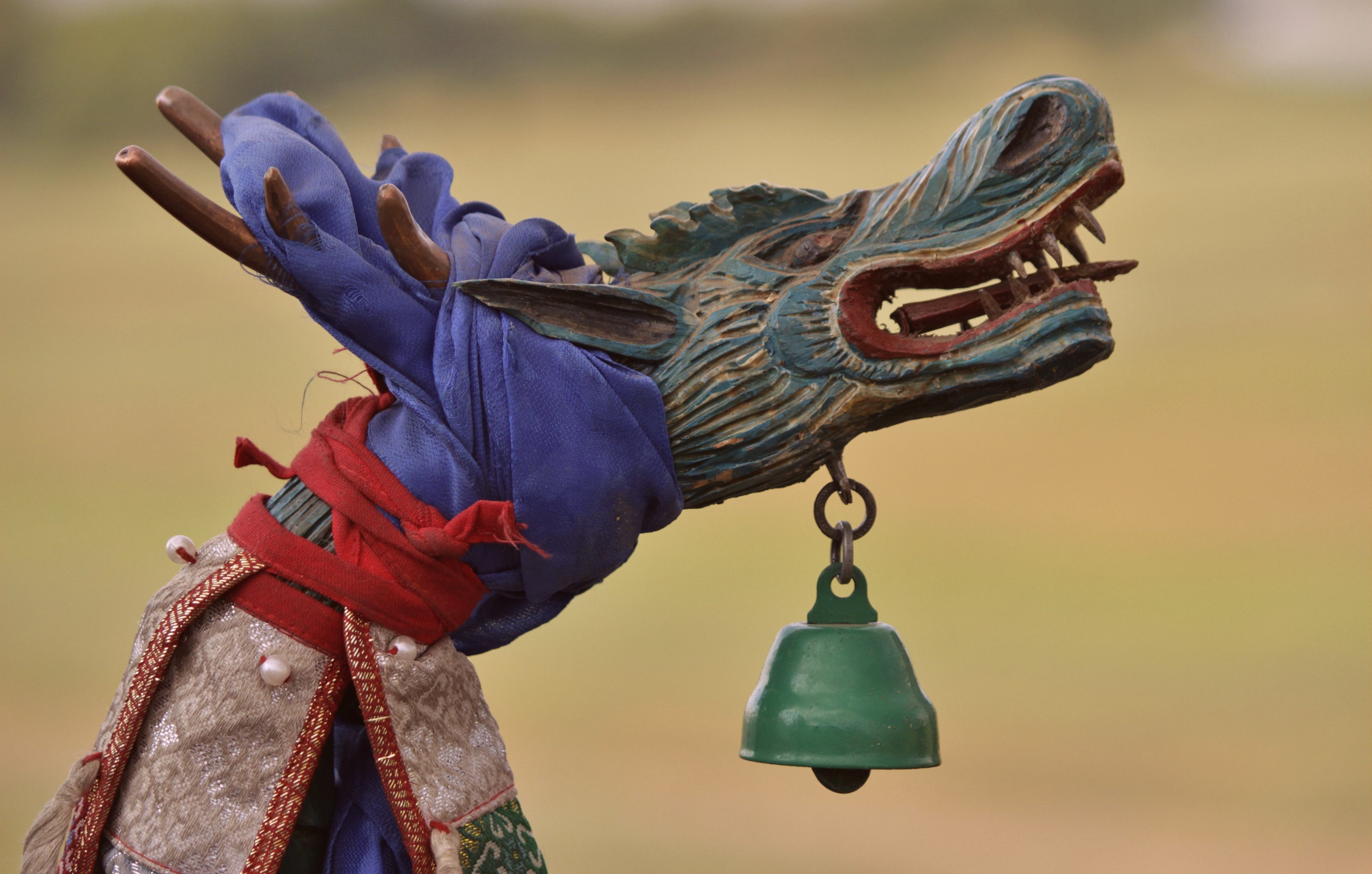
نگاره‌ای از یک شَمَن آراسته‌شده در بوریاتیا، روسیه.

شمن‌ها می‌توانند چندین نقش را در جامعه ایفا کنند. از جمله درمان، راهبری قربانیان در مراسم آیینی، حفاظت از رسوم کهن از طریق قصه‌گویی و آوازخوانی و همراهی و راهنمایی روح یک نوزاد به‌دنیا آمده یا یک فرد تازه درگذشته.
در برخی فرهنگ‌ها، شمن نقش رئیس قبیله و روحانی بزرگ را نیز بازی می‌کند.
شمن شدن معمولاً از طریق ادعای برگزیدگی از طریق شنیدن ندای غیبی ارواح، برخورد صاعقه به ایشان در کودکی و بیهوش شدن یا دائم در خلسه فرورفتن صورت می‌گیرد.
بنا بر تحقیقات میرچا الیاده در کتابی از همین محقق با عنوان شمن‌گرایی، شمن شدن در اقوام گوناگون به صور مختلفی صورت می‌پذیرد. در میان بعضی اقوام، شمن مقامی‌ست موروثی، در حالی که در میان بعضی دیگر، شخص برای ارتباط با ارواح باید مدتی را در جنگل و به دور از آدمیان در میان وحوش سپری کند. بعضی از اقوام هم نشانه‌های بیماری صرع را نشانگر استعداد فرد برای ارتباط با ارواح می‌دانند.